# Splint

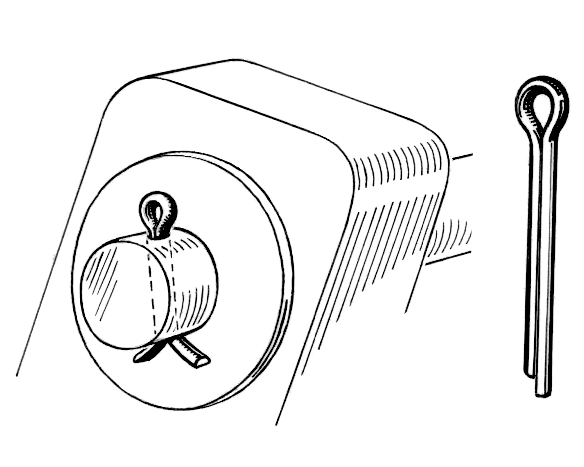
Un split care fixează o bară folosind o Șaibă.

Splint: A: Nou
B: Instalat
C: De tip arc
D: Secţiune transversală a designului tradiţional

Splint sau cui spintecat este o piesă de siguranță formată dintr-o bucată de sârmă îndoită, cu două brațe inegale care se pot despărți, cu un ochi la un capăt, care fixează o piuliță în capul unui șurub împotriva autodeșurubării sau care servește ca element de fixare a două piese.